# Kicras
Kicras (Kiras, Quirás) ist ein osttimoresischer Ort im Suco Clacuc (Verwaltungsamt Fatuberlio, Gemeinde Manufahi). Er liegt an der Küste der Timorsee im Osten auf einer Meereshöhe von 21 m. Zur Landeshauptstadt Dili sind es etwa 78 km in Richtung Norden. Die Einwohner sprechen als Muttersprache Tetum Terik.

## Geschichte
Von Kicras aus wurde im Zweiten Weltkrieg ein Großteil der letzten australischen Soldaten auf Timor in der Nacht vom 9. zum 10. Januar 1943 zusammen mit 50 Portugiesen vom Zerstörer HMAS Arunta evakuiert.